# 3e division cuirassée
La 3e division cuirassée (ou 3e DCr pour division cuirassée) est une unité blindée éphémère de l’Armée française, créée le 20 mars 1940 à Chatou, qui combattit au début de la Seconde Guerre mondiale.

## Création et différentes dénominations
- 20 mars 1940 : création de la 3e division cuirassée.
- 18 juin 1940 : disparition de l'unité (capture de l'état-major)

## Commandants de la3eDCR
- 20 mars - 15 mai 1940 : général Brocard (sl)
- 16 mai - 6 juin 1940 : colonel puis général Buisson (en)
- 5 - 13 juin 1940 : colonel Le Brigant
- 13 - 18 juin 1940 : retour du général Buisson après la capture du colonel Le Brigant

## Historique

### Création
La 3e division cuirassée est créée le 20 mars 1940. Elle se rassemble dans la région de Mourmelon. Le 13 mai, la division entame son mouvement sur Vouziers.

### Combats de mai 1940
Le 14 mai, la 3e DCR doit se porter sans délai au nord des bois de la Cassine et du Mont-Dieu pour contre-attaquer en direction de Bulson. Elle fait demi-tour et se porte en soutien d'infanterie pour interdire aux blindés ennemis les itinéraires de pénétration.

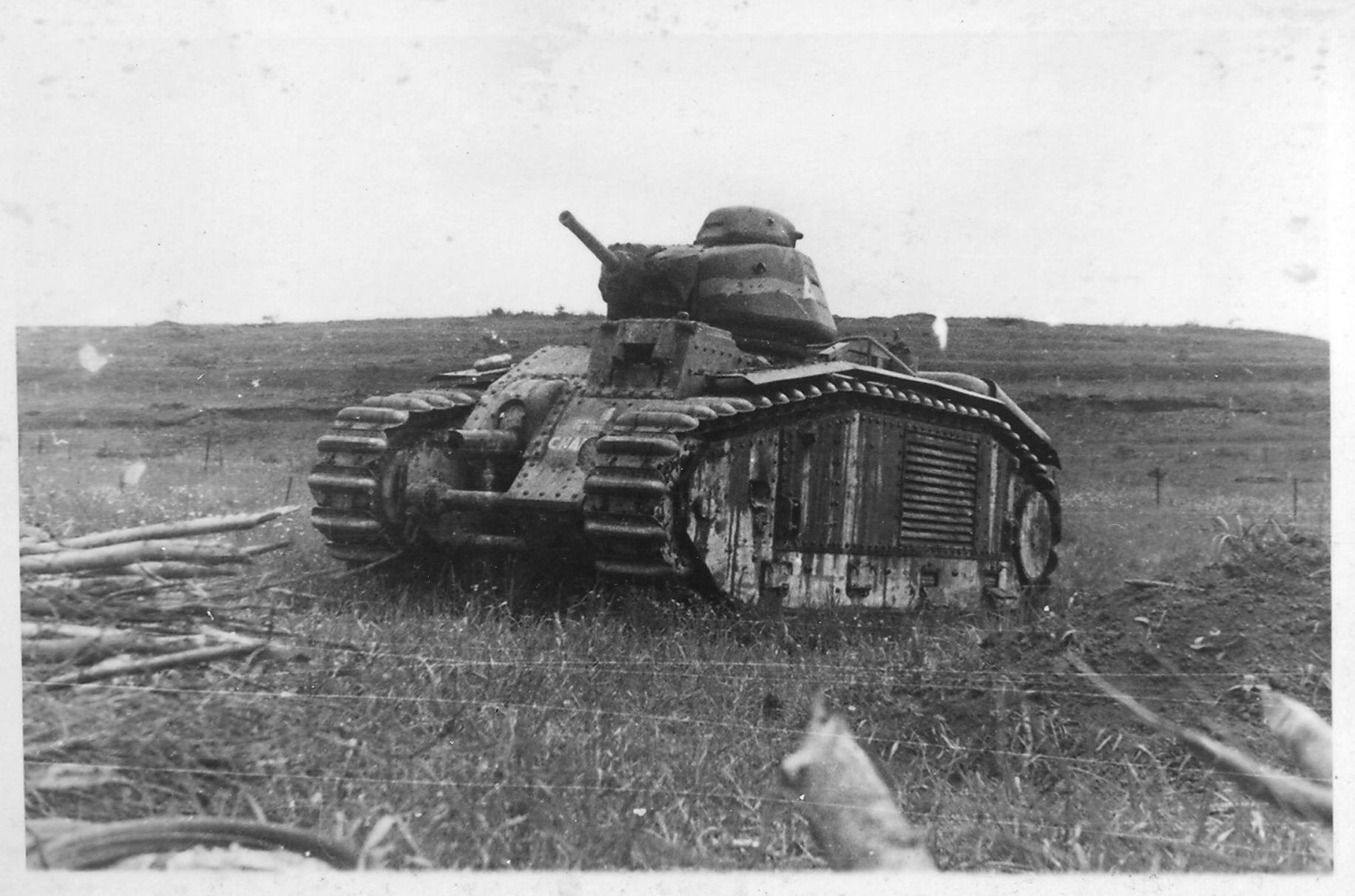
Char B1 bis Charente du perdu pendant une contre-attaque française vers l'ouvrage de La Ferté le 18 5 1940-.

Elle est dispersée pour tenir le canal des Ardennes face aux Allemands, ce qui lui enlève tout potentiel stratégique. Elle parvient à remporter des victoires tactiques avec d'autres unités lors de la bataille de Stonne,.
Lorsqu'elle est retirée du front le 19 mai, le 49e BCC a perdu 19 chars, le 45e BCC a perdu 20 chars et le 42e BCC a perdu 25 chars. À partir du 24, elle se replie sur la ligne du Chesne, Oches, Sommauthe, et abandonne ses chars en panne.

### Reconstitution
La division est reconstituée et est prête au combat le 7-8 juin.
Dans son avis pour la citation du colonel Le Brigant au grade de Commandeur de la Légion d'Honneur, le Général Buisson écrit: "Le 13 Juin, ayant reçu l'ordre de rester le dernier de la 3ème D.C.R. au Nord de la Marne de Vitry Le François, le Colonel Le Brigant demeura à son poste au milieu de l'ennemi, et y assura sa mission jusqu'à sa capture".
Le 16, les unités sont à nouveau dispersées. Des détachements isolés chercheront à gagner le Sud ou le Sud-Est. Quelques chars seront encore capturés à Montbard et Saint-Seine-l'Abbaye, peu s'échapperont.

## Compositions successives

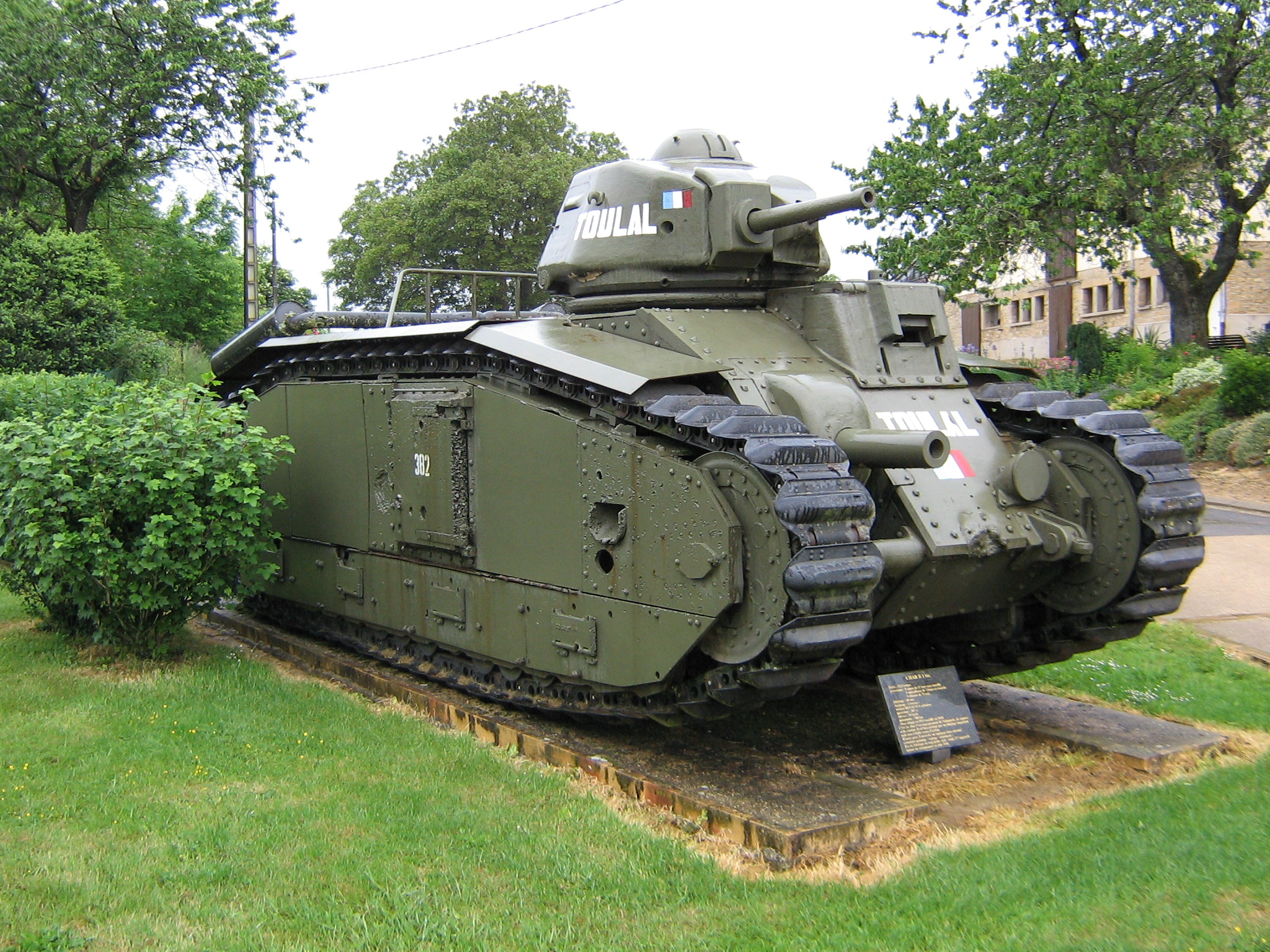
Le TOULAL (382) appartenait a la 3e compagnie, 49e BCC, 3e division cuirassée. Ex-MERRY-BELLOY, il fut détruit à Stonne le 14 mai 1940.

Ce paragraphe donne la compositions initiale de la division ainsi que les modifications majeures qui lui ont été apportées au cours de la bataille de France.
Source (sauf précision contraire) : SHA 1967, p. 497, Buffetaut 1992, p. 11, Vauvillier 2007, p. 42-44, Vauvillier 2008, p. 44.
En mai 1940
| Type                           | Unité                                              | Principaux matériels |
| ------------------------------ | -------------------------------------------------- | --- |
| 5e demi-brigade - chars lourds | 41e BCC                                            | 34 + 1 B1 bis 18 TRC Lorraine 37L |
| 5e demi-brigade - chars lourds | 49e BCC                                            | 34 B1 bis 18 TRC Lorraine 37L |
| 7e demi-brigade - chars légers | 42e BCC                                            | Environ 30 Hotchkiss H39 ? TRC Lorraine 37 L |
| 7e demi-brigade - chars légers | 45e BCC                                            | 45 Hotchkiss H39 12 TRC Lorraine 37L |
| Infanterie portée              | 16e BCP                                            | 43 VBCP Lorraine 38L 18 tracteurs de canon Latil M7 T1 (it) 6 VLTT Laffly S15 R[réf. nécessaire] 5 chenillettes de ravitaillement Renault UE[réf. nécessaire] |
| Artillerie d'accompagnement    | 319e RATTT                                         | 12 obusiers 105 C modèle 1934 S 12 obusiers 105 C modèle 1935 B 78 tracteurs Citroën P107 ou Unic P 107 BU                                                    |
| Artillerie antichar            | Sans                                               | |
| Sapeurs-mineurs                | Sans                                               | |
| Transmissions                  | Cie mixte fil-radio motorisée 133/84               | |
| Train                          | Cie auto de QG 250/22 Cie auto de transport 350/22 | |
| Intendance                     | GED 133/22                                         | |
| Service de santé               | GSD 133                                            | |
| Aviation                       | Sans                                               | |

En juin 1940
| Type                           | Unité                 | Principaux matériels                           |
| ------------------------------ | --------------------- | ---------------------------------------------- |
| 5e demi-brigade - chars lourds | 41e BCC               | Chars B                                        |
| 5e demi-brigade - chars lourds | 10e BCC               | Renault R35                                    |
| 7e demi-brigade - chars légers | 42e BCC               | Hotchkiss H39                                  |
| 7e demi-brigade - chars légers | 45e BCC               | Hotchkiss H39                                  |
| Infanterie portée              | 16e BCP               |                                                |
| Artillerie d'accompagnement    | 319e RATTT            |                                                |
| Artillerie antichar            | 57e BACA              | 5 Laffly W15 TCC 3 canons de 25 CA modèle 1939 |
| Sapeurs-mineurs                | Sans                  |                                                |
| Transmissions                  | Cie 133/84            |                                                |
| Train                          | Cie 250/22 Cie 350/22 |                                                |
| Intendance                     | GED 133/22            |                                                |
| Service de santé               | GSD 133               |                                                |

## Sources et bibliographie
- Service historique de l'Armée (SHA), Les grandes unités françaises : historiques succincts (GUF), vol. 3, Imprimerie nationale, 1967 (lire en ligne).
- Yves Buffetaut, Guderian perce à Sedan, Histoire & Collections, coll. « Militaria Magazine / Les grandes batailles de la Seconde Guerre mondiale » (no Hors-Série 4), 1992.
- François Vauvillier, « La division cuirassée en France en 1940 et ses perspectives 1 », Histoire de guerre, blindés et matériel, Histoire & Collections, no 79,‎ octobre 2007, p. 38-49.
- François Vauvillier, « La division cuirassée en France en 1940 et ses perspectives 2 », Histoire de guerre, blindés et matériel, Histoire & Collections, no 80,‎ janvier 2008, p. 40-49.
- Dominique Lormier, Comme des lions - mai juin 1940 - Le sacrifice héroïque de l'armée française, édition Calmann-Lévy, 2008,  (ISBN 978-2-7021-3445-0).